# Masaki Fukai
Masaki Fukai (Yamanashi, 13 september 1980) is een Japans voetballer.

## Clubcarrière
Masaki Fukai speelde tussen 2003 en 2008 voor Kashima Antlers, Albirex Niigata en Nagoya Grampus. Hij tekende in 2008 bij JEF United Ichihara Chiba.